# Charakteryzator

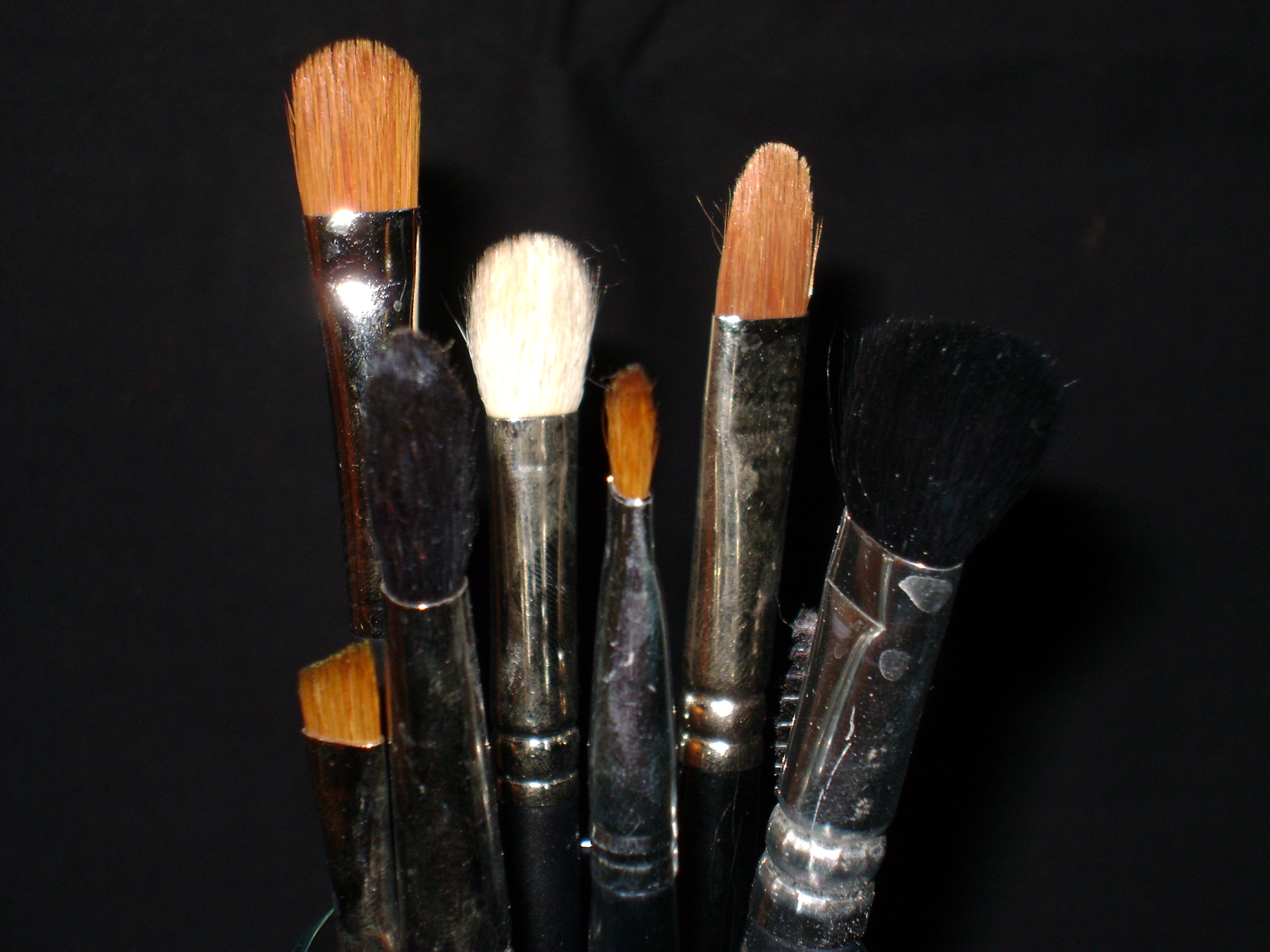
Pędzle do charakteryzacji

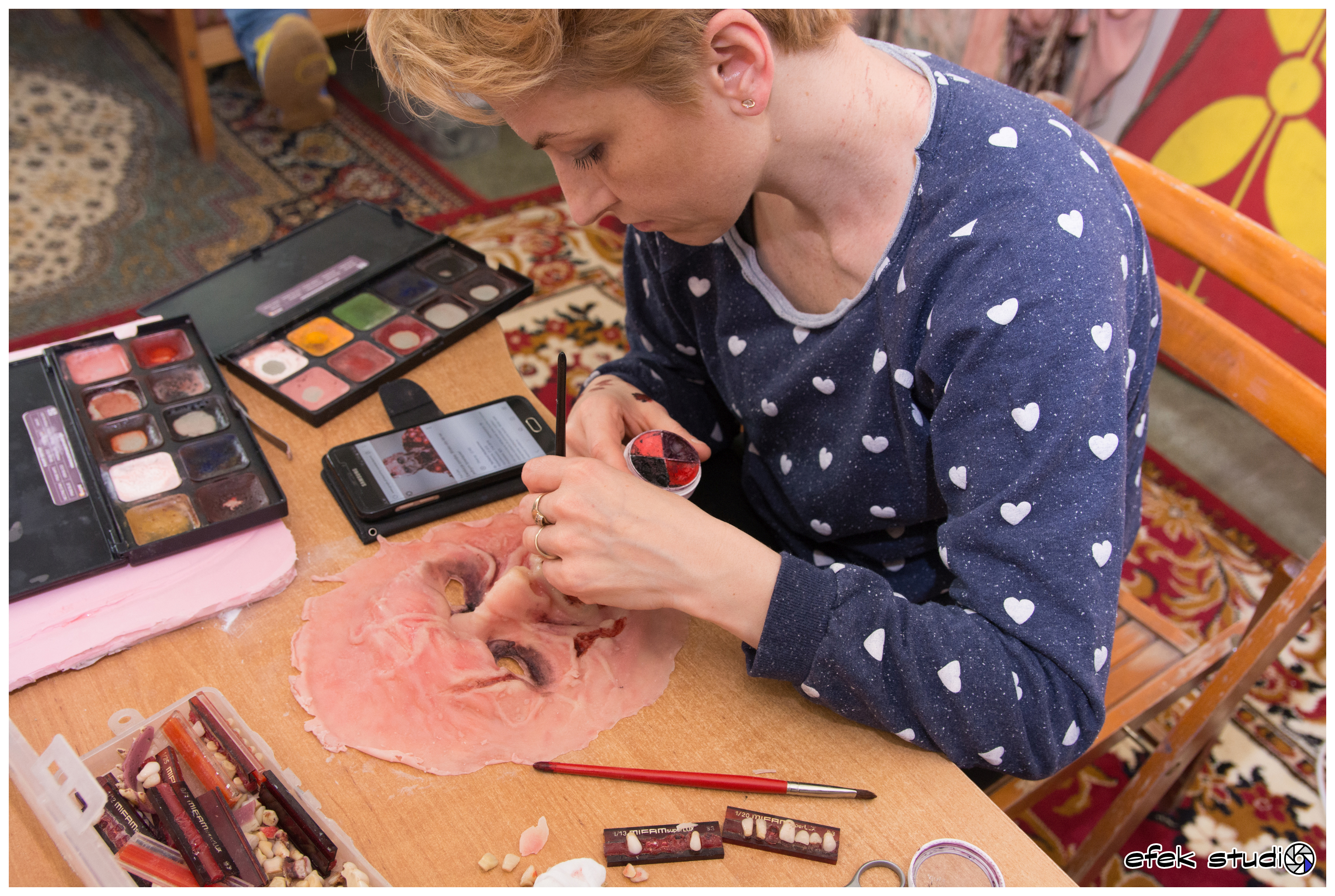
Tworzenie na podstawie odlewu twarzy, silikonowej maski zombie. Tutaj widzimy malowanie gotowej maski, oraz sztuczne zęby służące jako element maski (charakteryzator – Beata Korczyńska)

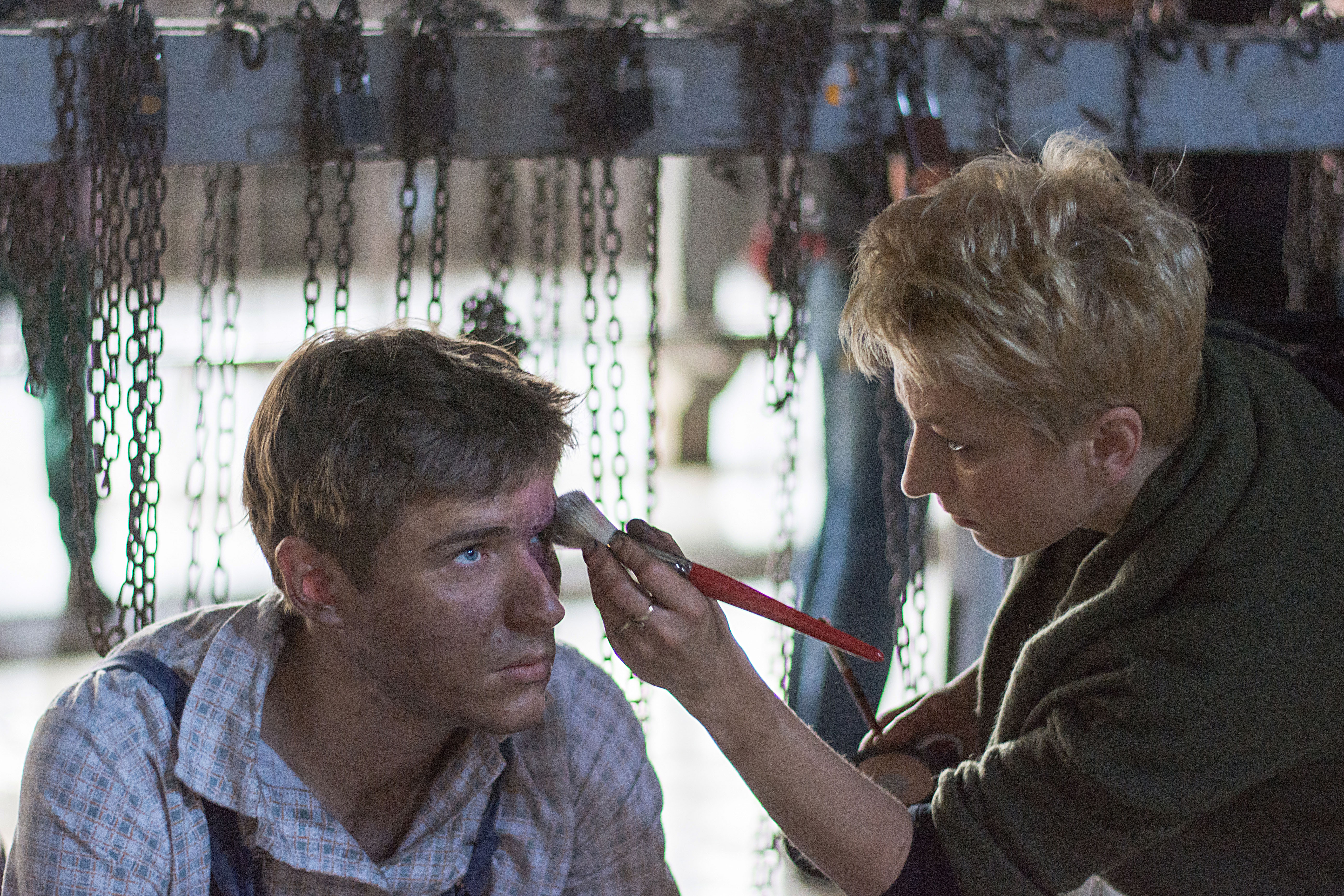
Charakteryzacja aktora na planie filmu „RYKOSZETY” w reżyserii Jakuba Radeja (2018). Aktor Stanisław Linowski z rozbitym łukiem brwiowym i podbitym okiem wykonanym przy użyciu silikonowego prostetyku. Charakteryzacja: Beata Korczyńska

Charakteryzator – zawód polegający na nadaniu twarzy i sylwetce aktora cech granej przez niego postaci (wieku, osobowości, wyglądu zewnętrznego). Swoje zadanie charakteryzator wykonuje na podstawie scenariuszy zatwierdzonych przez reżyserów i producentów we współpracy z kostiumografami. Wykorzystuje do tego własną wiedzę i doświadczenia plastyczne. W ekipie filmowej pion charakteryzatorski (w odróżnieniu od np. pionu oświetlenia) pracuje bezpośrednio z aktorem.

## Polskie realia
W Polsce istnieje prywatna szkoła wyższa oraz kilka prywatnych, policealnych szkół artystycznych oferujących naukę w tym zawodzie. Praktyki zależą od szkoły, odbywają się na planach filmowych, w teatrach i podczas imprez, w których konieczny jest charakteryzator (pokazy mody, eventy).
Spornym tematem bywa uwzględnienie charakteryzatorów przy wypłacaniu tantiem.

## Dziedziny pracy charakteryzatora

### Perukarstwo

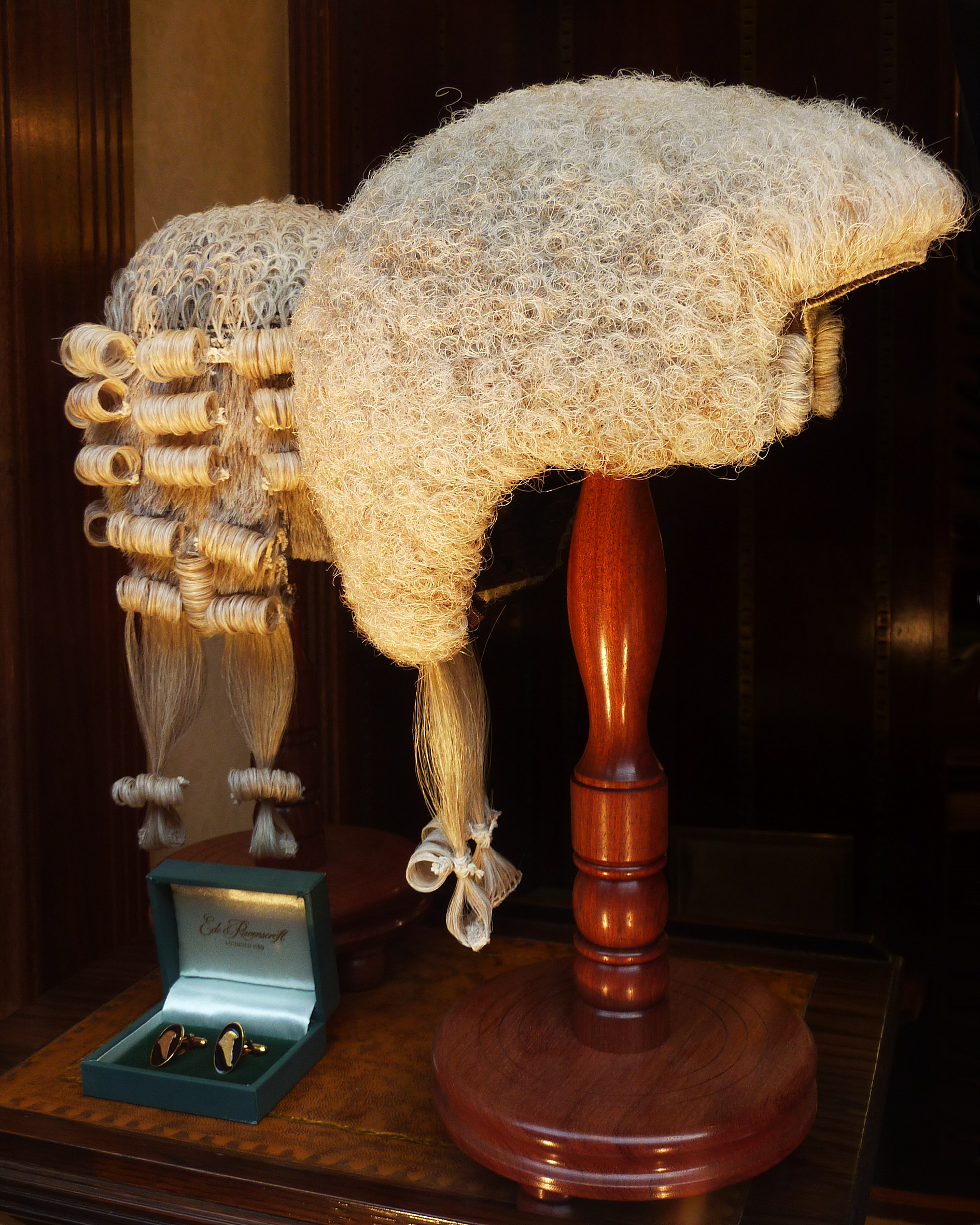

Praca perukarza zaczyna się od pobrania miary z głowy, czy brody aktora. Później tka się na tiulu specjalnym szydełkiem przy użyciu włosów naturalnych. Dalej ma miejsce stylizacja peruki bądź zarostu i założenie jej aktorowi. Istotny jest również etap zdejmowania oraz konserwacja. Ważny jest dobór koloru włosów, kształt linii zarostu oraz kierunek tkania. Na utkanie pełnej peruki potrzeba nawet do trzech tygodni (po ok. 5 godzin pracy dziennie).

### Makijaż
Współczesny charakteryzator powinien mieć umiejętności fryzjera i makijażysty. Dodatkowo powinien umieć stworzyć wizerunek nieszablonowy, jak efekt zmęczenia, postarzanie, rany i uszkodzenia skóry, za pomocą profesjonalnych kosmetyków przeznaczonych do tego celu.

### Efekty specjalne (FX)

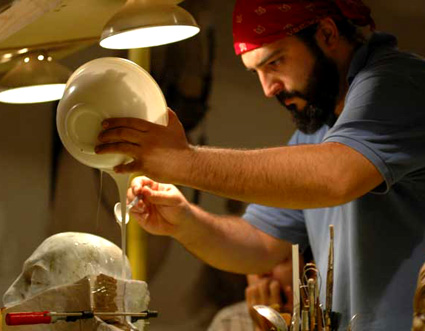
Odlew z żywicy

Aby wykonać efekty specjalne zmieniające kształt twarzy bądź ciała aktora, wykonuje się przy użyciu specjalnego alginatu lub silikonu najpierw odlew gipsowy lub żywiczny głowy, a następnie rzeźbi żądany kształt w masie z plasteliny, gliny lub wosku na tym odlewie, a następnie ponownie wykonuje formę, odlew z lateksu, silikonu lub pianki, tym razem wyrzeźbionego już kształtu. Można wykonywać odlewy zarówno pojedynczych części twarzy jak nos, broda, jak również całej twarzy, głowy, ręki, a w razie potrzeby – całego ciała. Wymaga to zarówno odpowiednich, profesjonalnych materiałów najwyższej jakości, jak i doświadczenia charakteryzatora. Profesjonalni charakteryzatorzy posiadają własną pracownię charakteryzatorską.